# Zeuxia subapennina
Zeuxia subapennina là một loài ruồi trong họ Tachinidae.